# ژی ان
ژی ان (به لاتین: Ji'an) یک شهر مرکزی در جمهوری خلق چین است که در جیانگشی واقع شده‌است.

## خصوصیات
ژی ان ۲۵٬۲۸۳ کیلومترمربع مساحت و ۴٬۸۱۰٬۳۳۹ نفر جمعیت دارد و ۶۲ متر بالاتر از سطح دریا واقع شده‌است.